# Chorina
Chorina is een geslacht van kevers uit de familie bladkevers (Chrysomelidae).
De wetenschappelijke naam van het geslacht werd in 1866 gepubliceerd door Joseph Sugar Baly.

## Soorten
- Chorina cincta (Clark, 1865)
- Chorina fasciata Weise, 1921
- Chorina obliquenotata (Clark, 1865)